# Ernst Enge
Ernst Enge (* 1. Februar 1893 in Hamburg; † 17. Oktober 1944 in Chemnitz) war ein deutscher Widerstandskämpfer gegen den Nationalsozialismus.

## Leben und Wirken
Enge war von Beruf Eisendreher, lebte mit seiner Familie in Chemnitz/Gablenz und war aktiver Gewerkschaftsfunktionär. 1921 wurde er Mitglied der KPD. Er war bereits 1933 und 1939 kurzfristig wegen seiner antifaschistischen Tätigkeit inhaftiert. Nach seiner Entlassung aus der Haft wurde er Ende Oktober 1939 für einen Rüstungsbetrieb, die Chemnitzer Maschinenbaufirma Moll, zwangsverpflichtet. Er organisierte aber weiterhin den Widerstand, gemeinsam mit Rudolf Harlaß. Es wurden Flugblätter in den örtlichen Betrieben verteilt und Geld für die Familien inhaftierter Genossen gesammelt.
Enges illegale Gruppe half sowjetischen, französischen und tschechischen Zwangsarbeitern mit Lebensmitteln und Kleidung sowie mit Informationen über die Lage an den Fronten. Sie besorgte Pässe, Kompasse und Kartenmaterial für die Flucht aus dem Zwangsarbeiterlager der Chemnitzer Astra-Werke.
Im September gelang es, durch einen Motorbrand in einer Abteilung der Astra-Werke die Kriegsproduktion für sechs Tage lahmzulegen.
Er hörte nachts Radio Moskau und setzte auf Grundlage der gehörten Informationen den Text für Flugblätter auf, die ins Russische übersetzt, unter sowjetischen Kriegsgefangenen und Zwangsarbeitern verteilt wurden.
Am 26. September 1944 wurde er verhaftet und am 17. Oktober 1944 im Chemnitzer Gefängnis Hohe Straße erdrosselt. Seine Ermordung wurde durch die Nationalsozialisten als Selbstmord getarnt.

## Ehrungen
Im Schulgelände der Grundschule Gablenz in Chemnitz (Carl-von-Ossietzky-Straße 171), die bis Anfang der 1990er Jahre seinen Namen trug, mahnt ein Gedenkstein an Ernst Enge.
Von 1945 bis 1968 war die Siedlung Schenkenberg im Chemnitzer Stadtteil Reichenhain nach Ernst Enge benannt. Der Straßenname wurde 1968 auf eine Straße im Chemnitzer Stadtteil Gablenz übertragen, die noch heute diesen Namen trägt.

## Anmerkung
1. ↑  Die Todesumstände sind umstritten. Am 25. September 2013 wurde vor der Chemnitzer Polizeidirektion in der Hartmannstraße/Ecke Promenadenstraße ein Stolperstein zum Gedenken an den Widerstandskämpfer Ernst Enge verlegt. Die Inschrift „Flucht in den Tod“ verweist auf die Suizidversion, die Nachforschungen des Chemnitzer Historikers Stephan Pfalzer ergeben haben sollen (Michael Müller: Vom Nazi-Mord zur Flucht in den Tod. Freie Presse vom 26. September 2013, S. 13, oben).